# Maningory
Der Maningory ist ein Fluss im Osten Madagaskars.

## Verlauf
Der Maningory ist der Abfluss des Lac Alaotra im nördlichen Osten Madagaskars, in der Region Alaotra-Mangoro. Das Flusssystem hat seinen Ursprung bei den Quellen des Sahabe, dem Hauptzufluss des Lac Alaotra, 260 km oberhalb der Mündung ins Meer, auf etwa 1300 Metern Höhe. Der Maningory selber hat nur eine Länge von zirka 130 km. Er mündet 6 km östlich von Ampasina Maningory in den Indischen Ozean.

## Hydrometrie
Die Durchflussmenge des Maningory wurde an der hydrologischen Station Andromba bei etwa der Hälfte des Einzugsgebietes, über die Jahre 1975 bis 1988 gemittelt, gemessen (in m³/s).
Der Alaotrasee fungiert mit seinen weiten Sumpf- und Reisanbaugebieten als Abflusspuffer. Er speichert die Monsun-Niederschläge und gibt sie zeitversetzt an den Maningory ab. Somit ergibt sich ein zu den anderen Flüssen der Region abweichendes Abflussdiagramm.